# Big Driver
Big Driver (Brasil: Impulso de Vingança ) lançado em 2014, é um filme de suspense para TV, baseado na novela de mesmo nome escrita por Stephen King e adaptada do livro "Full Dark, No Stars" (2010). Foi dirigido por Mikael Salomon, a partir de um roteiro de Richard Christian Matheson.

## Sinopse
Tess Thorne, uma renomada escritora de mistérios, é convidada por uma biblioteca do interior do estado de Massachusetts para um encontro com os fãs, mas Tess tem medo de voar, o que dificulta a cumprir seus compromissos de longa distância. Após o evento, Ramona, a organizadora, sugere um rápido percurso de volta para casa. No entanto, o percurso a leva através de uma remota localidade rural, onde seu carro passa por pregos e tábuas espalhados pela estrada, furando os pneus. Isso acontece por uma situação de abandono de um posto de gasolina e, por não ter nenhum sinal de seu celular, Tess aguarda com esperança de que alguém vai parar para ajuda-la.
Um homem em uma caminhonete para e se oferece para ajudar. Em primeiro lugar, ele parece ansioso para ajudar, mas logo se transforma de maneira desagradável. Ele a agride e em seguida, brutalmente a estupra, antes de sufoca-la até deixa-la inconsciente. Ele a arrasta para um bueiro e a deixa lá. Quando ela se recupera o homem está desaparecido, e ela encontra outros três corpos femininos no bueiro, de todas as vítimas (ela assume) do mesmo homem.
Tess sai para procurar por ajuda, mas em seguida ela se preocupa de que o ataque vai criar um escândalo –, ela vai ser atacado na mídia e poderá levar a culpa. Ela será re-ferido e a sua reputação será destruída. Ela encontra uma loja de conveniência e chama um serviço de limusine para a levar para casa. Ela decide que não pode contar para ninguém o que aconteceu.
Quando Tess está em segurança em casa, ela decide vingar-se. Ela recebe um telefonema de Betsy, uma garçonete no Escalonar Inn, dizendo-lhe que seu carro foi estacionado lá. O par cria uma ligação por ambos serem vítimas de violência. Tess, mais tarde, percebe quem é seu agressor, e que a mãe dele é a cúmplice, que a procurou e convidou-a para a biblioteca e, em seguida, levou-a para seu filho em uma armadilha. Naquela noite, ela vai para a casa de Ramona com uma arma para enfrentá-la. Ramona nega todo o conhecimento e, durante uma luta Ramona fica com a arma de Tess, em seguida, revela que ela ajudou a orquestrar o ataque e puxa o gatilho, disparando sobre o vazio. Tess pega uma faca de cozinha e apunhala Ramona antes de fotografa-la. Ela então vê um brinco que havia perdido durante sua agressão.
Em casa, Tess descobre pistas que identificam o seu agressor, como Lester., aka Big Driver. No próximo posto de gasolina, ela vê sua plataforma, e regista o endereço no caminhão. No caminho para o endereço que ela vê o equipamento estacionado, e para. O verde captador que ele levou para o ataque puxa para o monte. Despedindo-se, Tess corre para o caminhão e atira no motorista enquanto ele sai, mas em seguida percebe que ele não é Grande o Driver, mas seu irmão, 'Pouco Driver'. Ela lamenta o assassinato, mas, com a insistência da 'Doreen', move-se para "terminar o trabalho". (Doreen é um personagem de um de seus livros que, juntos com os outros é o "Tricô Clube", com os quais Tess, muitas vezes, se comunica.)
Tess vai até o endereço que descobre ser de Big Driver. Ela ainda encontra fotos de suas vítimas e fotos dos irmãos juntos com cada corpo. Há também fotos dela sendo estuprada por Big Driver. Percebendo que 'Pouco Driver' não é inocente, ela não se sente mais culpa por atirar nele. Ouvindo ruidos vindo de um quarto, Tess entra e encontrar o Big Driver trabalhando em um banco, ao confrontá-lo, ela dispara duas vezes, antes de a arma esvaziar ela corre para fora. Ele dolorosamente a segue, mas ela bate-lhe na cabeça com uma tábua com pregos igual a que causou o furo no pneu. Como ele está tentando escapar, ela calmamente recarrega e atira na virilha e o assiste morrer. Doreen aparece novamente e pede a ela para sair rapidamente.
Uma sugestão anônima leva a polícia até o bueiro, e a casa de Big Driver com o delator de fotos. Em casa, pouco depois, Tess recebe uma ligação anônima de uma mulher, ela percebe que é Betsy, que diz: "eu sei o que você fez. O caminho a seguir, menina!"

## Elenco
- Maria Bello como Tess Thorne
- Olympia Dukakis como Doreen
- Joan Jett como Betsy Neal
- Ann Dowd como Ramona.
- Vai Harris como Lester "Big Driver" .
- Jennifer Kydd como Patsy
- Tara Nicodemo como Policial Roberts

## Produção
O filme foi filmado em Halifax, Nova Scotia.

## Lançamento
O filme exibido na Lifetime em 18 de outubro de 2014. O DVD foi lançado em 27 de janeiro de 2015.